# Paul Géniaux
Paul Géniaux est un photographe français né le 28 octobre 1873 à Rennes et mort le 21 décembre 1929 à Paris. Il est le frère cadet de Charles Géniaux, romancier, poète, peintre et également photographe.

## Biographie
Paul Géniaux naît dans une famille aisée, d’origine rennaise et morbihannaise. Il est issu d’une fratrie de quatre enfants. Il est le troisième enfant de la famille, après son frère Charles, l’aîné, et sa sœur Emma, qui est âgée d’un an de plus que lui. Sa sœur cadette Marguerite naît trois ans après lui, en 1875. Ils sont les enfants d’Emma Bourdonnay-Géniaux, née en 1846 et décédée en 1930, et de Charles Géniaux Père, qui vécut de 1841 à 1918, et qui fut médecin aide-major de 1re classe à l’hôpital militaire de Rennes en 1868.
En 1883, la famille Géniaux s’installe à Bastia pour un an. En 1884, c’est à Alger que la carrière de Charles Géniaux Père les conduit à vivre pendant deux ans.
Les quatre enfants et leur mère sont marqués par les troubles psychologiques de Charles Géniaux Père, qui a des accès de colère et s’avère parfois violent. Ce dernier est interné à l’hôpital psychiatrique de Rennes en 1892 et y restera jusqu’à son décès.
La famille Géniaux est donc soudée, notamment autour de la figure d’Emma Bourdonnay. Ils vivent une vie de famille chaleureuse et marquée par la complicité.
Peu d’informations subsistent sur le lien entre Paul et ses deux sœurs, mais il les photographie à plusieurs reprises. Paul Géniaux est attaché à son frère Charles, avec qui il partage sa passion pour la photographie. Toutefois, les deux frères semblent avoir un tempérament différent bien qu'étant tous deux rieurs. Si Charles Géniaux est décrit comme un éternel insatisfait, qui cumule les projets photographiques et littéraires, Paul Géniaux apparaît alors comme un frère plus modeste et dont les projets sont moins abondants mais menés sur le long terme.
Paul Géniaux commence à exercer dans le domaine de la photographie dès sa jeunesse, puisqu’il déclare être photo-collographe en 1895, alors qu’il a seulement vingt ans. Il vit et produit à Paris dès la seconde moitié des années 1890.
L’année de ses quarante-cinq ans, il exerce la profession de photographe éditeur. En 1899, il est dit « photographe », et il partage un studio de photographie avec son frère, où il édite notamment des photo-cartes. Il continuera de tirer ses photographies au format carte postale tout au long de sa carrière. Il publiera également pour la presse, dans des revues telles que L'Illustration, Bretagne Revue ou encore la Revue Illustrée.
En 1890, les deux frères participeront aussi à la fondation de la Société photographique de Rennes.
Paul Géniaux est mobilisé lors de la Première Guerre mondiale, en août 1914. En 1916, il est hospitalisé pendant huit mois, alors qu’il est atteint de la fièvre typhoïde, ce qui le contraint à quitter l’armée. En 1917, alors qu’il s’est rétabli de cette maladie, il réintègre la vingt-deuxième section d’infirmiers militaires de l’armée. En juillet 1918, il monte en grade et est nommé caporal. Le même mois, il épouse une institutrice nommée Marguerite Langlais. Un an plus tard naît leur fils, Guy.
En 1929, Paul Géniaux décède d’un cancer, à l’âge de cinquante-six ans.

## Paul Géniaux photographe
Afin de dresser le portrait de Paul Géniaux, il fallut mener une véritable enquête. C'est grâce aux fonds conservés dans les musées, ainsi qu'aux contributions réalisées par ses descendants, que son parcours a finalement pu être retracé.

### Une attribution complexe
Paul travaille avec son frère Charles Géniaux dans un atelier parisien. Cependant, leur complicité rend souvent difficile l’attribution des clichés à l’un ou à l’autre des frères. D’autant plus qu’il leur arrive de signer simplement de leur patronyme, de travailler sur les mêmes thèmes, ainsi que pour les mêmes journaux. Cette délicatesse à faire la part des choses dans l’attribution des photographies entre les deux frères relève aussi des caractères de ces deux derniers. En effet, si Charles est très exubérant, Paul est beaucoup plus modeste et ne signe que peu régulièrement de son nom entier. Même lorsque les deux frères arrêtent leur collaboration à Paris dès 1899, l’attribution ne va pas de soi, en raison de la proximité des sujets.
Toutefois, Paul est vigilant sur ses droits d’auteur. En effet, plusieurs de ses photographies comportent son timbre humide avec son nom ainsi qu’une ligne mentionnant la loi du 10 janvier 1876 sur la propriété intellectuelle des photographes.

### Bretagne

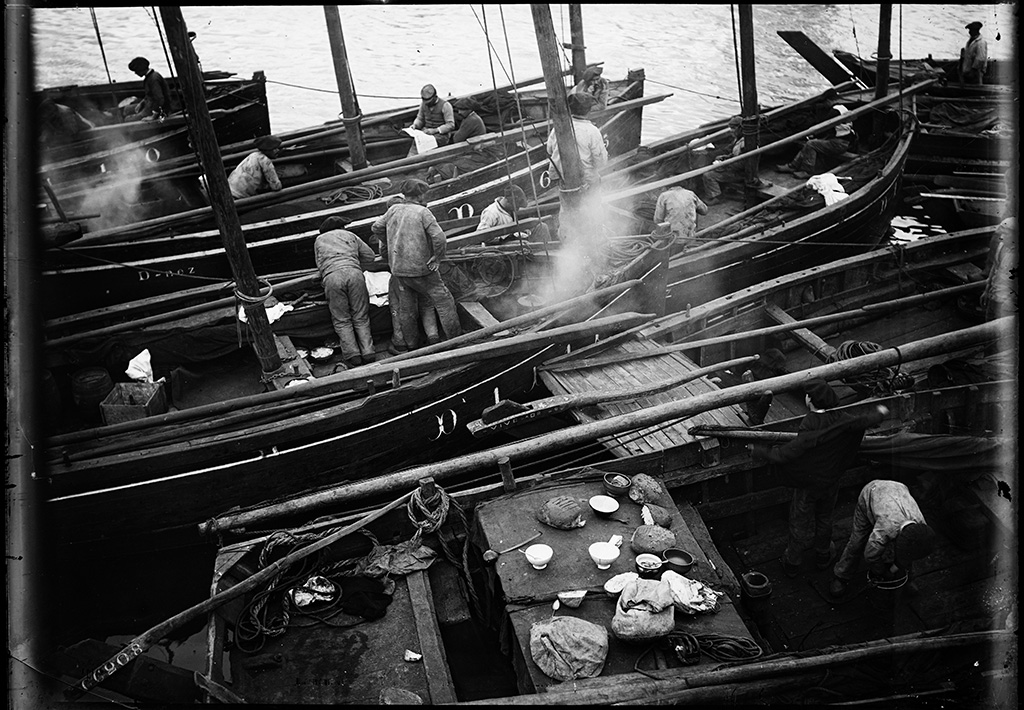
Chaloupes sardinières à Douarnenez.

Si le corpus de photographies traitant de sujets parisiens de Paul Géniaux est le mieux connu, il coexiste avec un second ensemble de photographies consacré à la Bretagne. Celui-ci a été réalisé en collaboration avec son frère Charles Géniaux, et il est difficile d’identifier avec certitude l’auteur de tel ou tel cliché, leurs signatures comme leurs sujets étant souvent communs et les sources étant moins nombreuses pour Paul que pour Charles. Ainsi, puisqu’il est impossible de distinguer leurs productions, ce corpus est considéré comme une œuvre commune.
Cette production s’inscrit dans un courant bien plus large de photographes, qui, témoins des changements rapides dans la France de la fin du XIXe et du début du XXe siècle, s’attachent à immortaliser par la photographie les paysages, petits métiers et pratiques locales. Le point de vue adopté par ces bourgeois des villes sur ces sujets ruraux comme citadins (beaucoup de photographies prises par Paul Géniaux à Paris relèvent du même courant) oscille entre souci documentaire, d’inventaire, de témoignage, et séduction du pittoresque. La prétention ethnologique et de témoignage social de ces photographies est en effet galvaudée par la nécessité de vendre ces photographies pour leur publication (sous forme de cartes postales ou d’illustrations dans des revues) ainsi que par le regard des artistes eux-mêmes, qui ne font pas partie du milieu qu’ils photographient et qui insufflent consciemment ou non dans leurs œuvres nombre stéréotypes sur la « vieille » Bretagne pittoresque et romantique,.

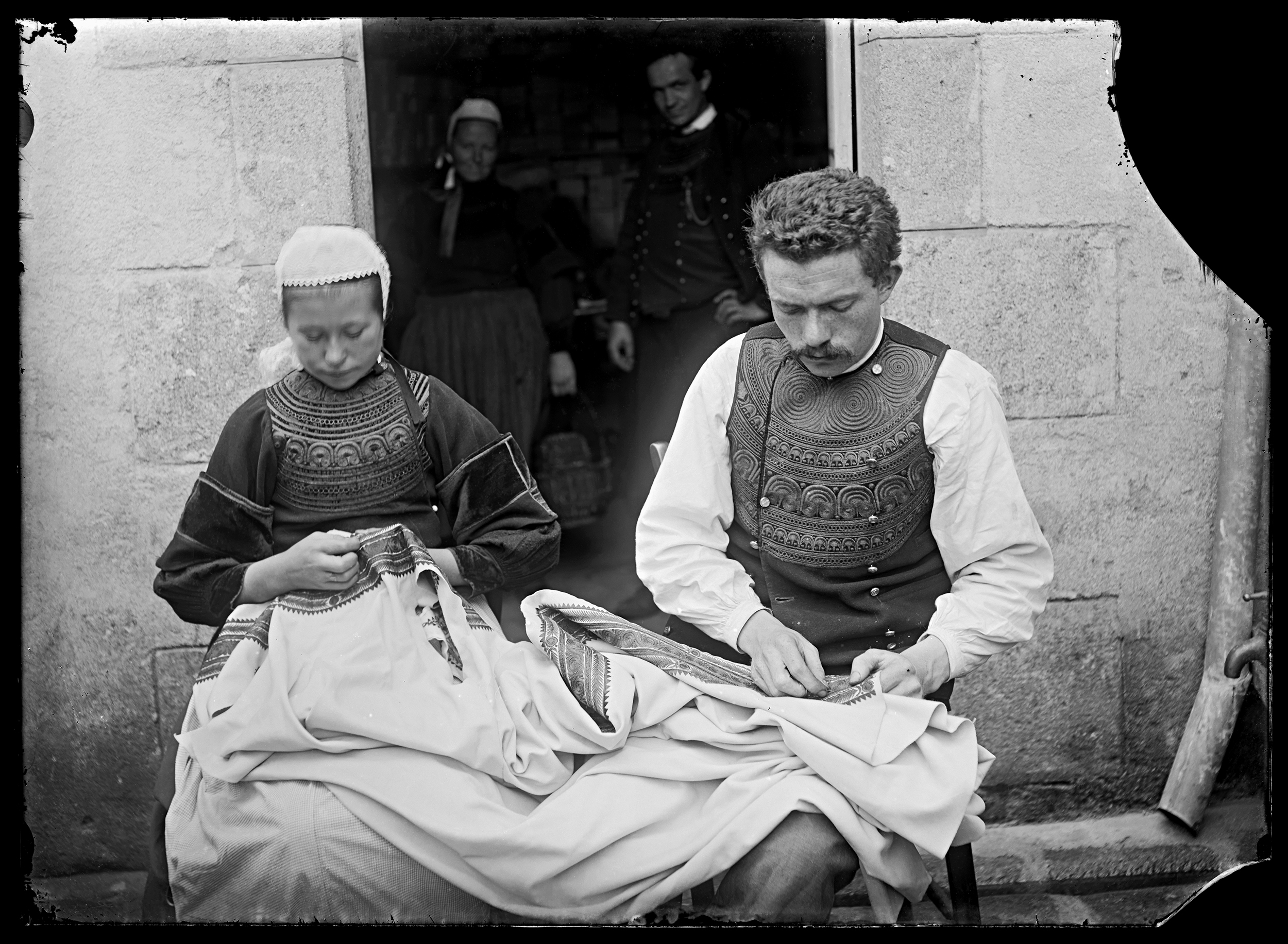
Brodeurs de l'atelier Pichavent à Pont-l'Abbé. Les photographies de Paul Géniaux se caractérisent par une attention toute particulière portée aux gestes des travailleurs.

Ces photographies de sujets bretons sont prises sur une période relativement restreinte, de 1890 à 1905-1906. En 1890 et 1893, l’inspiration provient des lieux fréquentés par la famille Géniaux, principalement dans la campagne rennaise et le sud-est du Morbihan, entre la maison de famille dans les marais salants de Billiers et le village de Rochefort-en-Terre. Ces voyages saisonniers fréquents entre Rennes et la campagne leur permettent d’acquérir une connaissance concrète du territoire, des lieux et des modes de vie de leurs habitants. Par la suite, malgré son installation à Paris vers 1896, l’activité photographique de Paul se poursuit, concomitamment en Bretagne et dans la capitale, grâce à de fréquents retours dans sa région. Ainsi, outre les nombreuses visites aux membres de sa famille, Paul réalise plusieurs photoreportages pour des magazines nationaux (L’Illustration, Fermes et châteaux, Femina) sur des sujets ruraux et maritimes qui le mènent notamment jusqu’au sud Finistère ou dans les ardoisières de Trélazé ,.

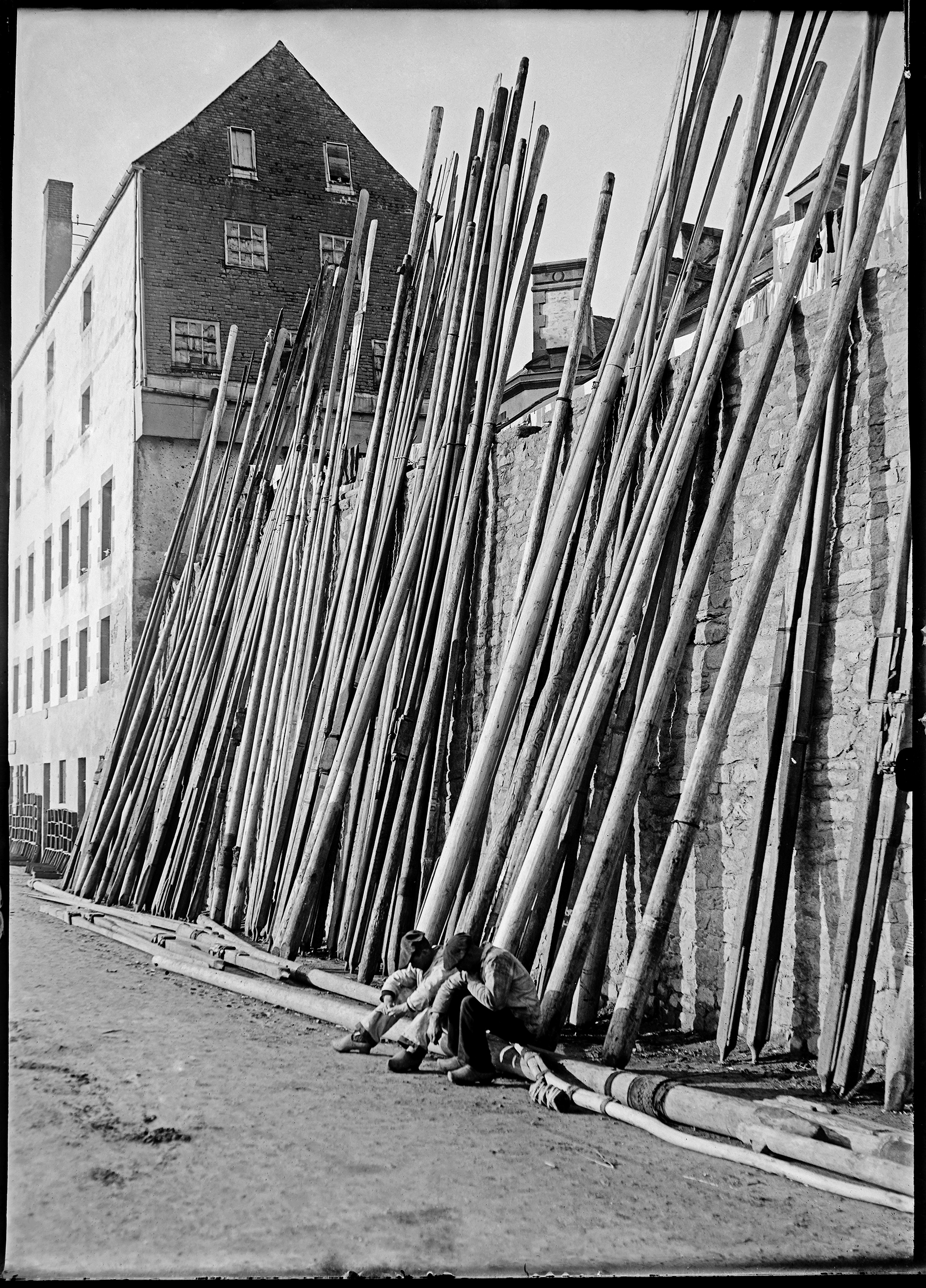
Dans cette vue du quai du grand port de Rosmeur à Douarnenez, Paul Géniaux démontre sa maîtrise de la composition.

Les sujets traités par Paul Géniaux et son frère en Bretagne ont pour la plupart trait à la vie quotidienne de la Bretagne rurale ou côtière. La plupart des clichés sont consacrés à des évènements populaires locaux (marchés, foires, pardons, fêtes populaires et religieuses) et aux petits métiers (brodeurs, sauniers, ardoisiers, laboureurs, pêcheurs, ouvrières des conserveries de sardines, mendiants, sorcières). On observe également un grand nombre de photographies d’enfants dans l’œuvre de Paul Géniaux, souvent en groupe, dans des scènes de repas ou de jeux. Le paysage et les monuments ne sont pas absents, mais servent le plus souvent simplement de décor, d’arrière-plan devant lesquels posent les personnages.

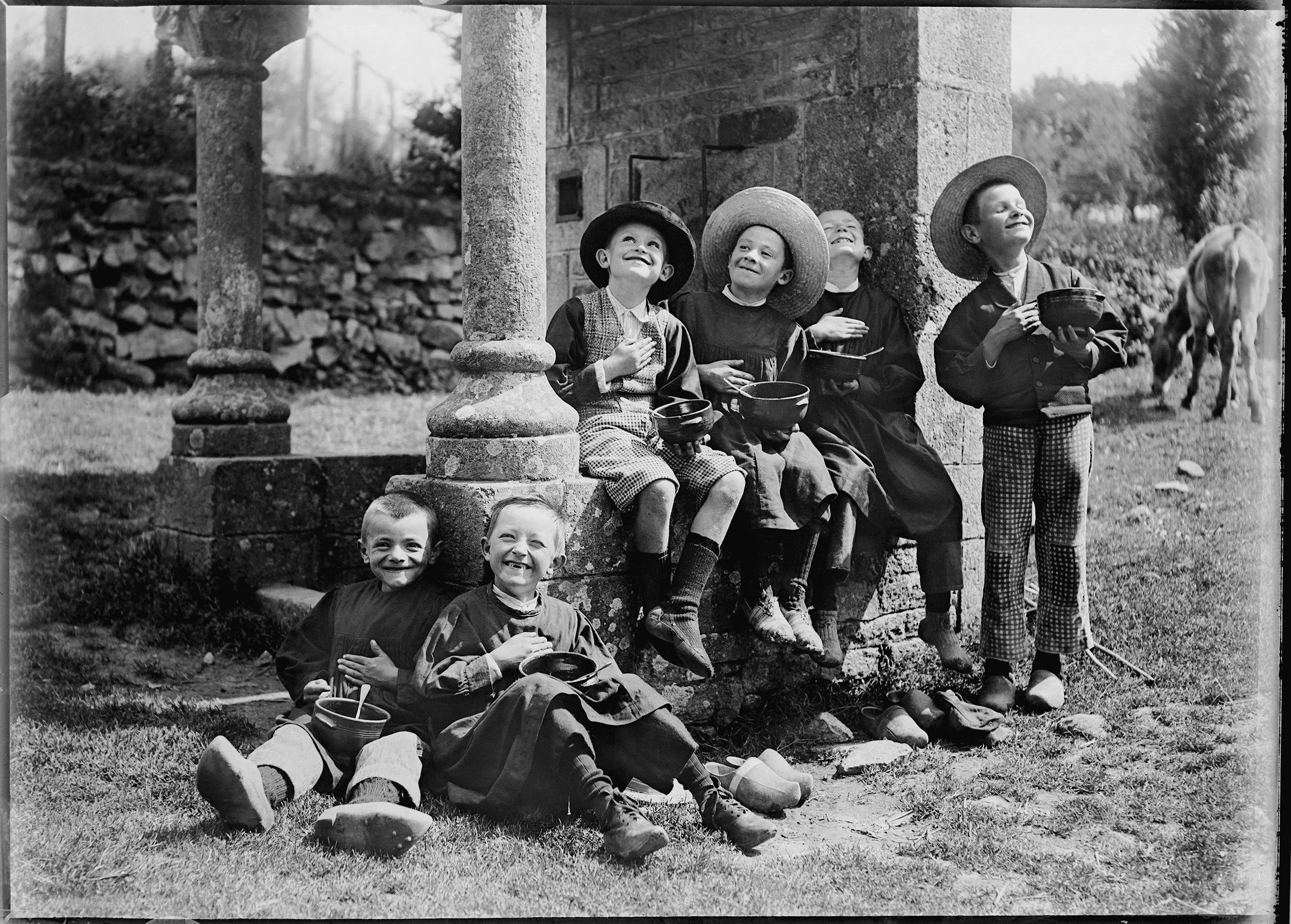
Garçonnets mangeant près d'une fontaine. Les groupes d'enfants dans un milieu rural sont un des sujets de prédilection de Paul Géniaux.

L’intimité de Paul et Charles Géniaux avec la Bretagne, leur lien familial avec ces territoires, la connaissance intime qu’ils ont de leurs sujets, des personnes qui leur ouvrent leur porte et qu’ils photographient parfois plusieurs années de suite, confère à leur œuvre une vision plus riche et authentique de la Bretagne rurale que chez d’autres de leurs confrères, en Bretagne comme ailleurs. En effet, si une bonne partie des photographies sont posées, elle n’en sont pas pour autant falsifiées, les personnages représentés portent leurs habits rapiécés de tous les jours et non pas leurs beaux habits de fêtes. Dans cette logique documentaire qui leur est chère, par l’attention aux conditions réelles de la vie quotidienne, aux gestes des métiers de la terre et de la mer, les frères Géniaux développent une vision empathique, sociale et humaniste de la vie en Bretagne.
À de rares exceptions près, les frères Géniaux ne prennent pas part au mouvement pictorialiste, alors à son apogée, dont les adeptes comptent élever la photographie au rang d’art en imitant la peinture et l’eau-forte. Au contraire, en accord avec leur logique documentaire, ils assument l’objectivité du médium photographique et limitent leur intervention au cadrage et à la composition de l’image l’animant avec des jeux de symétrie et les rythmes des lignes, mettant en valeur un sujet le plus souvent centré.

### Paris

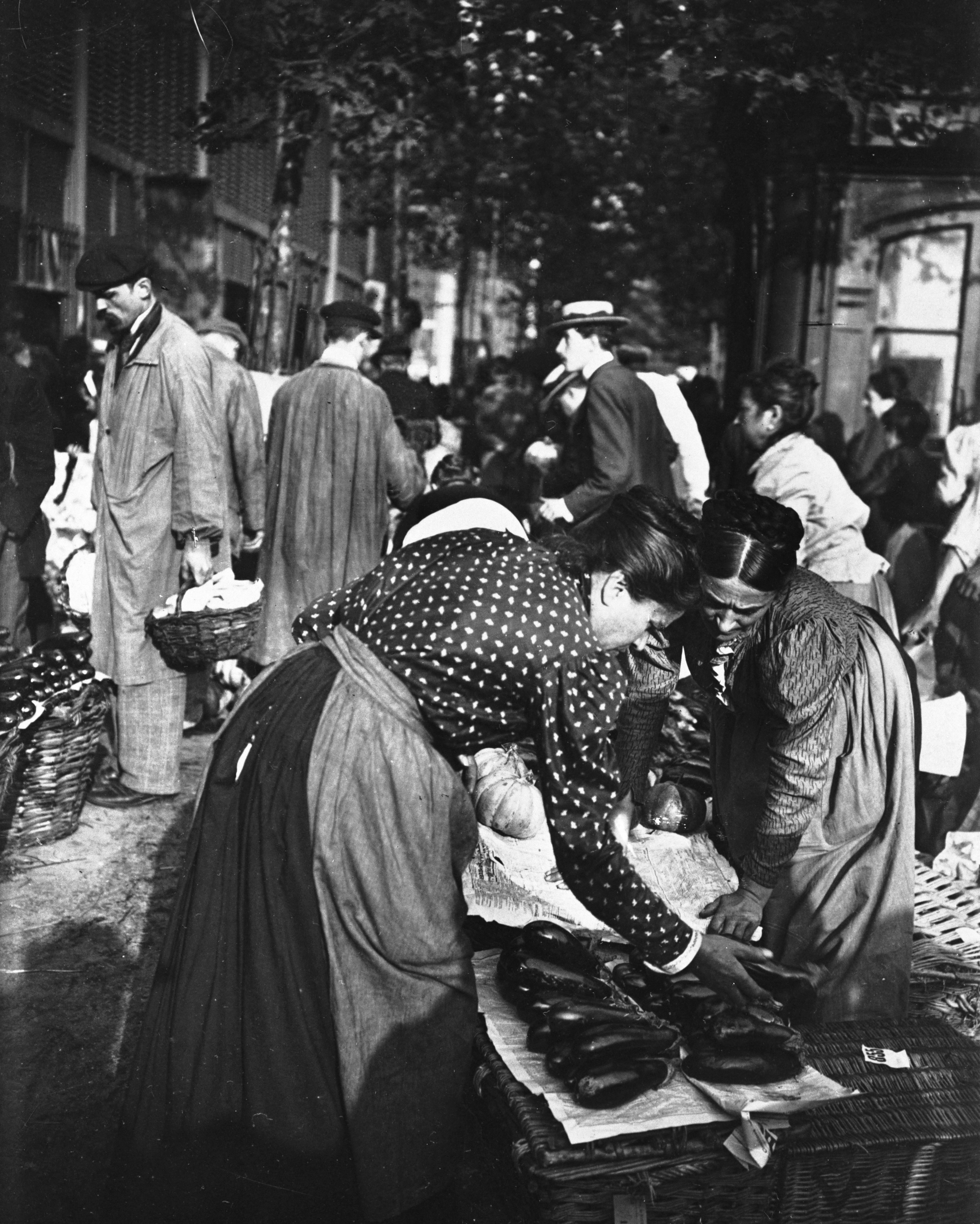
Marché des Halles de Paris, marchandes de fruits et de légumes.

Paul Géniaux s’installe à Paris à partir de 1896 lorsqu'il reprend avec son frère l'atelier du photographe Tissier aîné. Jusqu’à la Première Guerre mondiale, il effectue des allers-retours entre Paris et sa famille en Bretagne. Son activité parisienne est concomitante avec les photographies bretonnes qui lui sont attribuées avec certitude.
Les photographies parisiennes de Paul, réalisées entre 1895 et jusqu’à sa mort en 1929, sont davantage connues que son activité bretonne. Plusieurs institutions culturelles parisiennes conservent ses tirages photographiques ayant pour thème la capitale (Musée d'Orsay, Musée Carnavalet, Palais Galliera, Musée des Arts décoratifs).

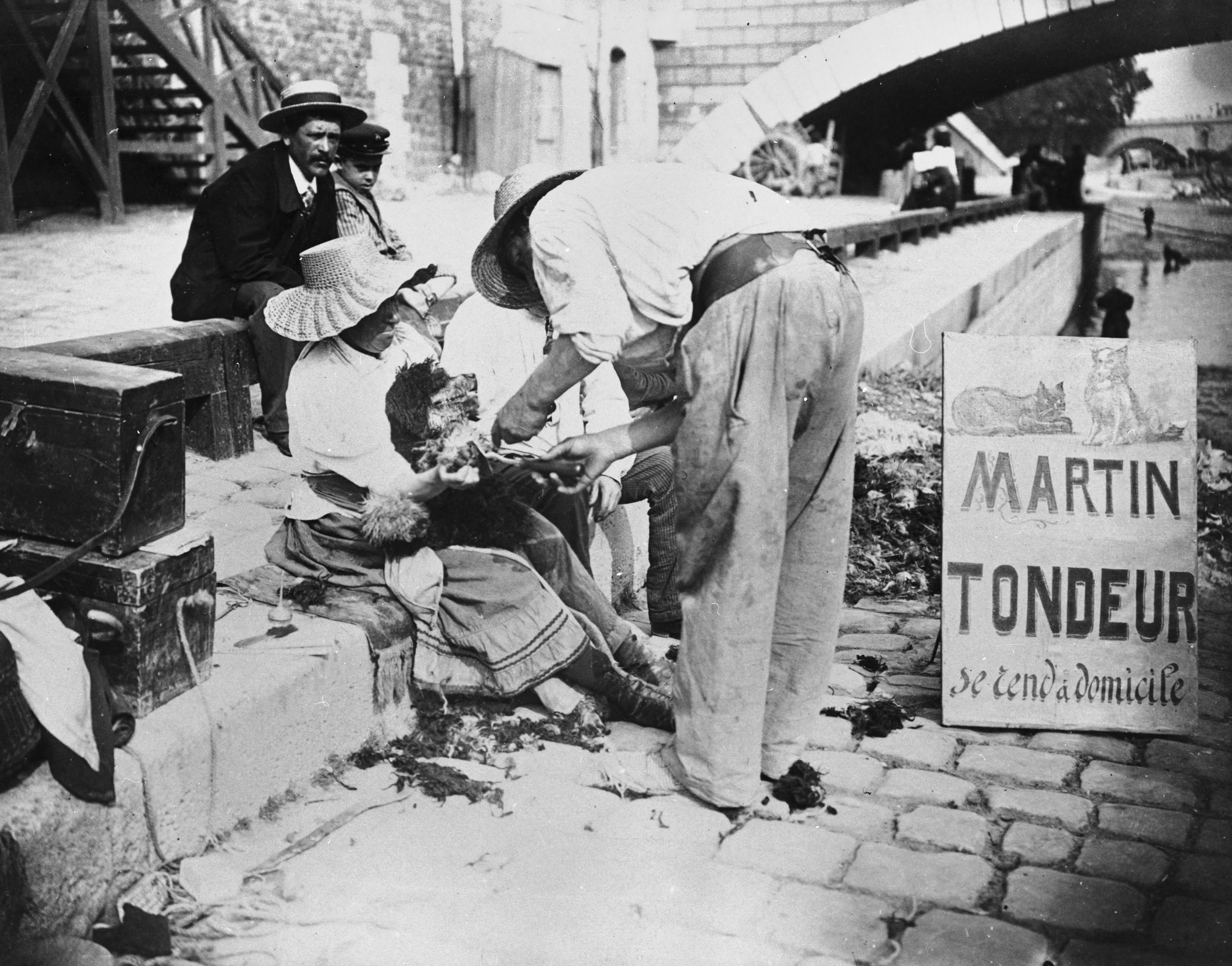
Tondeurs de chiens, quai de l'Hôtel-de-Ville à Paris.

À Paris, Paul témoigne des mêmes intérêts et transpose les sujets qu’il a exploré auparavant en Bretagne. Il s’intéresse par exemple aux scènes de liesse lors des fêtes populaires (série sur la Mi-Carême), aux marchés, aux petits métiers et aux indigents. Comme d’autres photographes de la Belle Époque, tels qu’Eugène Atget, sa production connaît la popularité des photographies éditées sous forme de cartes postales qui figurent l’animation urbaine et les métiers de rue, destinés à disparaître au cours du siècle. Cette production de masse est permise grâce aux progrès technique de la photographie qui raccourcissent les temps de poses et allègent le poids des appareils.
Les photographies prises par Paul à Paris traduisent le même intérêt pittoresque qu’en Bretagne et témoignent d’une volonté de rendre avec précision des gestes du quotidien. De plus, Paul destine sa production à la presse et adopte une approche davantage professionnelle qu’amatrice ne faisant plus poser systématiquement ses modèles.

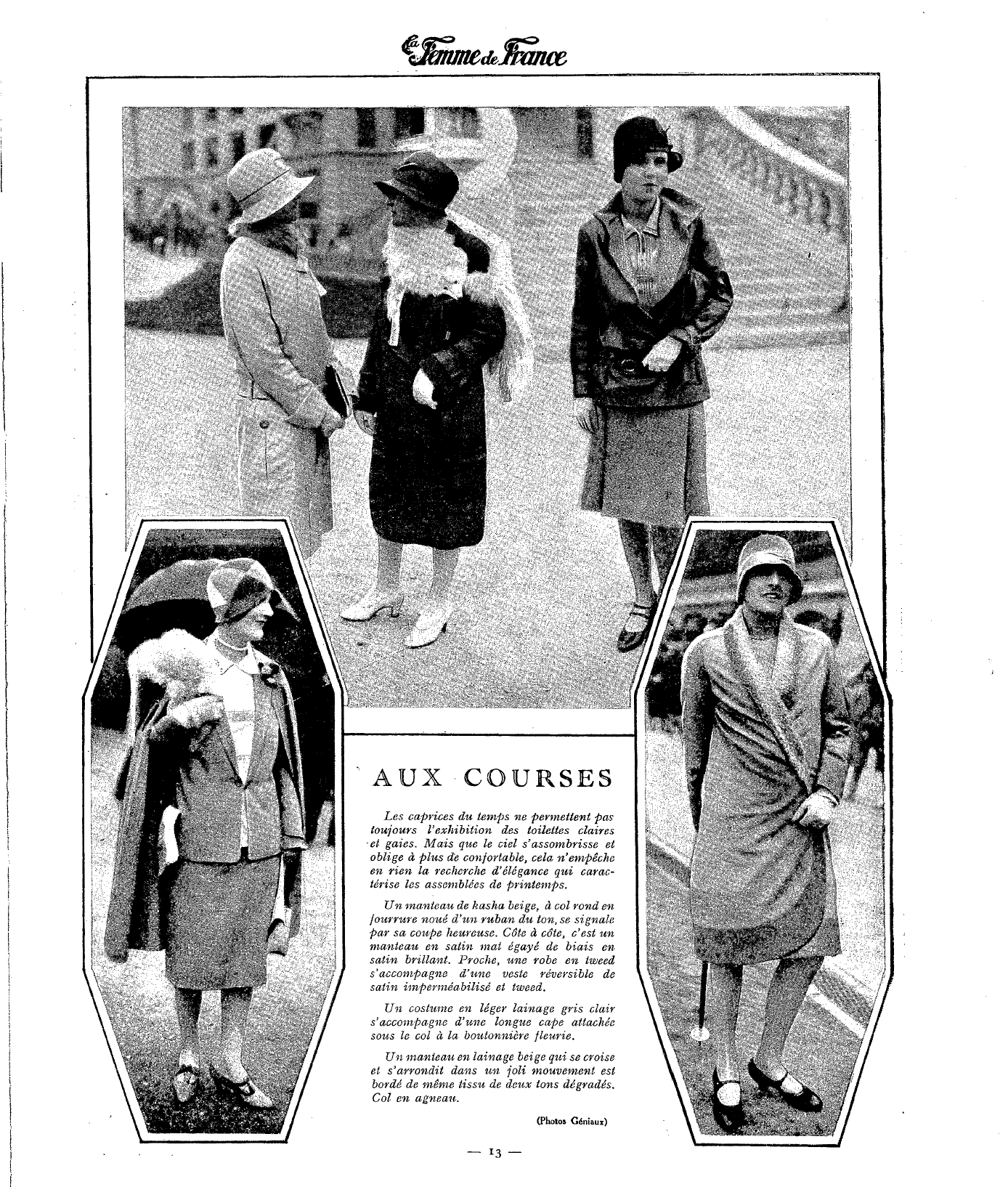
Extrait du numéro du 13 mai 1928 de La Femme de France avec trois photographies de mode de Paul Géniaux sur les champs de courses.

Paul Géniaux fait figure de pionnier dans la pratique du photoreportage de mode sur les champs de courses. Ses photographies de mode sont connues dès 1905 et il semble se consacrer exclusivement au photoreportage de mode à partir de 1920 jusqu’en 1928. Ses clichés sont publiés dans une soixantaine d’articles de la presse féminine (L’Art et La Mode, L’illustration des modes, Vogue, Femme de France) dans lesquels il est crédité comme photographe.

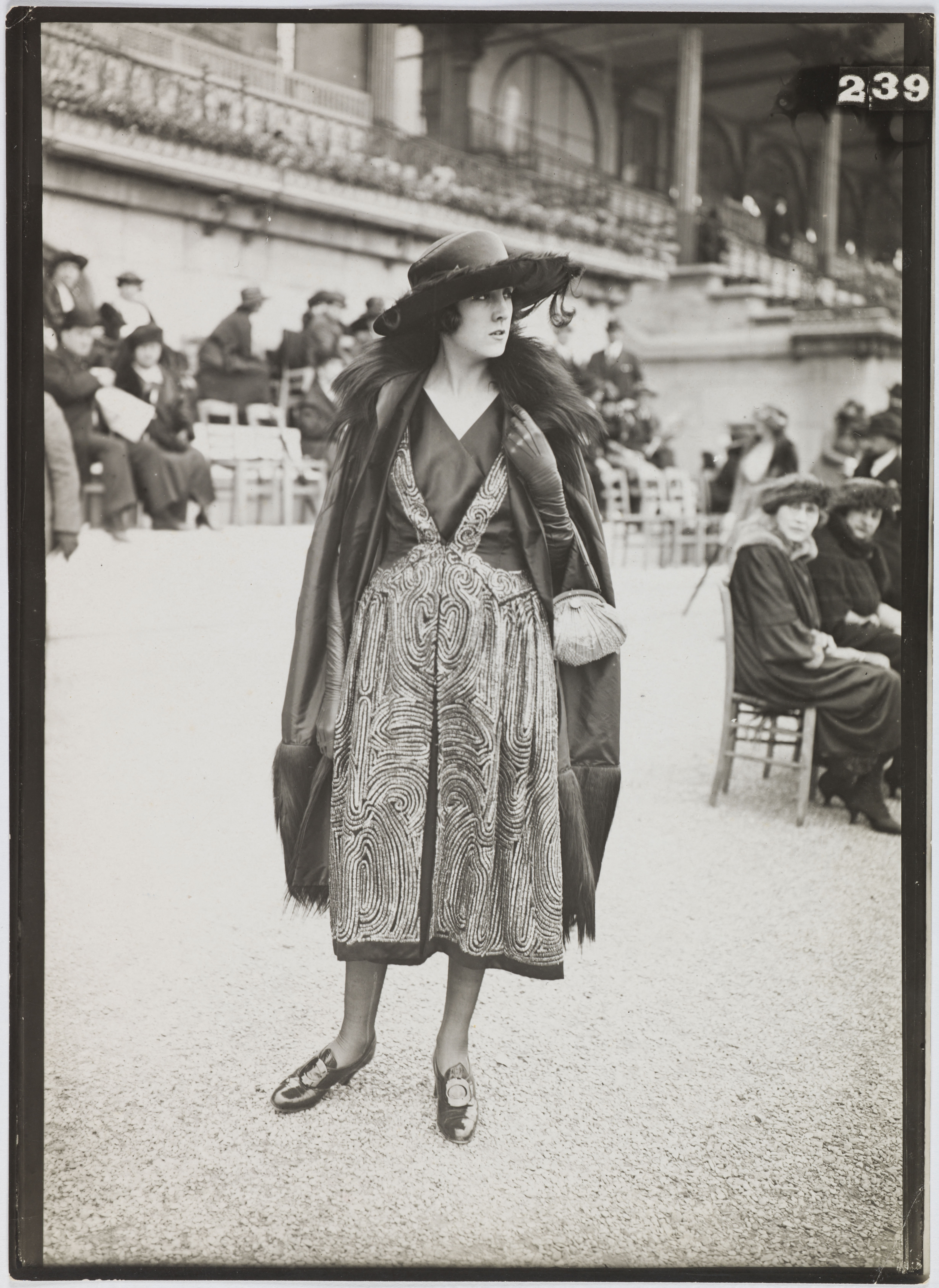
Photographie du mannequin Dorys à Longchamp.

Paul photographie souvent ses modèles seules, à l’écart, sur un fond neutre ou flouté. En  pied et au centre de la composition, les poses de ses modèles mettent en valeur leur silhouette et le vêtement qu’elles portent.
Dans l’entre-deux-guerres, cette production spécialisée s’inscrit dans la popularité des courses hippiques telles que le Grand Prix à Longchamp. Ces rendez-vous mondains de la haute société parisienne sont couverts par la presse et la mode féminine est montrée via la photographie. Paul Géniaux participe au renouvellement de la photographie de mode à cette époque avec des photographies plus naturelles des habits portés par rapport aux clichés produits par les grands couturiers ou les revues de mode.

## Répartition des collections photographiques
Réparties dans plusieurs institutions françaises, les riches collections photographiques des frères Géniaux sont aujourd’hui bien connues.
Le musée de Bretagne à Rennes conserve une grande partie de la production des deux frères. Le fonds photographique du musée, constitué dès le XIXe siècle, s’est considérablement enrichi dans les années 1970. Évaluées à 400 000 négatifs sur verre et films souples et plus de 13 000 tirages dans les années 1990, les collections photographiques du musée de Bretagne sont conséquentes.

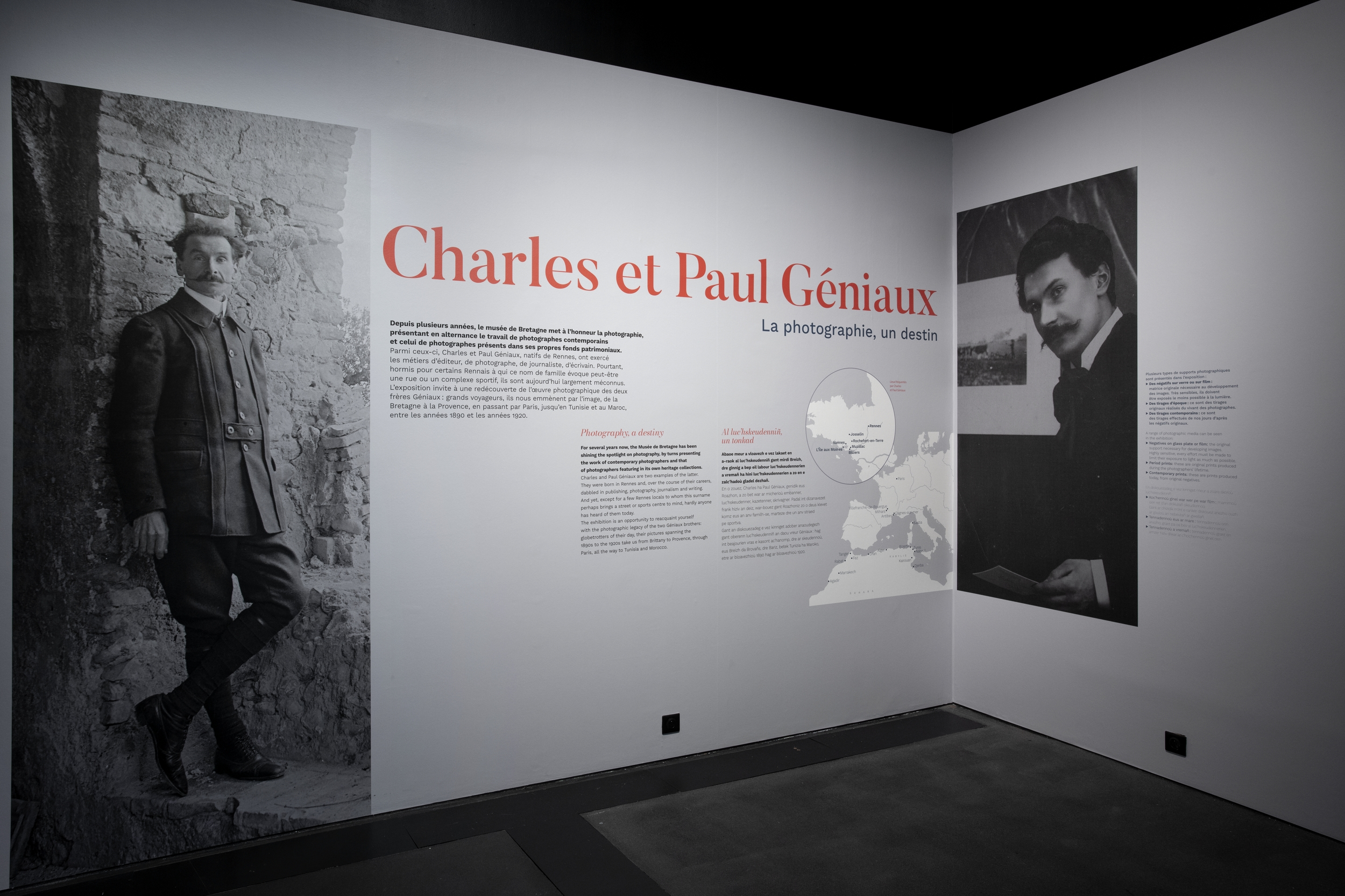
Exposition « Reflets de Bretagne, 160 ans de photographies inédites » au musée de Bretagne de Rennes.

Afin de valoriser ses collections, le musée de Bretagne réalise entre le 29 juin 2012 et le 6 janvier 2013 une exposition consacrée à ses fonds photographiques. Intitulée « Reflets de Bretagne, 160 ans de photographies inédites », l’exposition illustre la Bretagne des XIXe et XXe siècles. Bien que ne constituant pas l’exact reflet de l’histoire de la photographie en Bretagne, l’exposition témoigne de l’histoire des collections constituées par le musée depuis le XIXe siècle. Pour la première fois, le public découvre les fonds photographiques du musée. Les collections concernent la Bretagne historique des cinq départements.
Parmi les photographies exposées, figurent celles d’Amédée Fleury, d’Alphone Liebert, de Paul Gruyer et d’Henri Rault. L’exposition présente également quelques photographies de Paul Géniaux.
La collection de photographie des frères Géniaux conservée au musée de Bretagne est majoritairement récente. La première photographie signée Géniaux date de 1890. Elle figure le porche de l’église de Melesse en Ille-et-Vilaine. Signée Charles Géniaux, elle a probablement été offerte par l’auteur lui-même.  Entre 1994 et 1996, une petite quarantaine de tirages signés Paul Géniaux font leur entrée dans les collections du musée de Bretagne. Acquises par le biais d’un marchand spécialisé, elles évoquent toutes des sujets liés à la Bretagne, une région chère aux deux frères.
Le succès de l’exposition de 2012 autour des photographies de la Bretagne favorise de nouvelles acquisitions. Peu de temps après l’exposition, le musée de Bretagne enrichit ses collections par de nombreuses photographies prises par Paul Géniaux et son frère, Charles. En 2013, Brigitte et Jacques Delaigue, propriétaires d’une maison ayant appartenu à Charles Géniaux à Rochefort-en-Terre, découvrent sous l’escalier de ce que Claire Géniaux nommait le « modeste petit clos », une centaine de négatifs sur verre attribués à Charles. Le couple offre très généreusement les négatifs à thématique bretonne au musée de Bretagne. Ce dernier devient dès lors propriétaire de la plus importante collection de photographies réalisées par les deux frères. En 2015, les descendants des deux frères enrichissent la collection par un don de 122 tirages d’époque accompagnés de cartes postales éditées d’après des photographies de Paul et Charles Géniaux. Une vente aux enchères en 2018 permet au musée d’acheter des photographies de Paul Géniaux autour du thème des ardoisières de Rochefort-en-Terre, complétant ainsi une thématique bien présente. La même année, le musée acquiert une soixante de tirages d’époque portant majoritairement le timbre de Paul Géniaux.
Les photographies rassemblées viennent ainsi compléter les connaissances sur les deux frères, jusqu’alors relativement limitées aux photographies de mode prises par Paul et aux romans écrit par Charles. Ces acquisitions sont d’autant plus importantes qu’elles ont permis de révéler au grand jour le travail photographique conséquent et parfois oublié des frères Géniaux. En 2019, le musée de Bretagne leur consacre une exposition : « Charles et Paul Géniaux : la photographie, un destin ».
Hormis le musée de Bretagne, cinq autres institutions françaises conservent les photographies de Charles et Paul Géniaux.
Une trentaine de négatifs originaux sur la Bretagne sont aussi conservés aux archives départementales du Morbihan.
Le MUCEM de Marseille conserve également une partie de la production des deux photographes.
Les images parisiennes sont quant à elles conservées à Paris. Le musée d’Orsay, le musée des Arts décoratifs, le musée Carnavalet et la Société française de photographie possèdent ainsi de nombreuses photographies parisiennes prises par Paul Géniaux autour de l’année 1900.
Les photographies des frères Géniaux sont aujourd’hui entrées dans le domaine public. Grâce à la mise en ligne des collections du musée de Bretagne et au catalogue réalisé lors de l’exposition qui leur est consacrée en 2019 au musée de Bretagne à Rennes, l’œuvre des deux frères peut largement être diffusée, documentée et étudiée.

## Exemples de photographies de Paul Géniaux

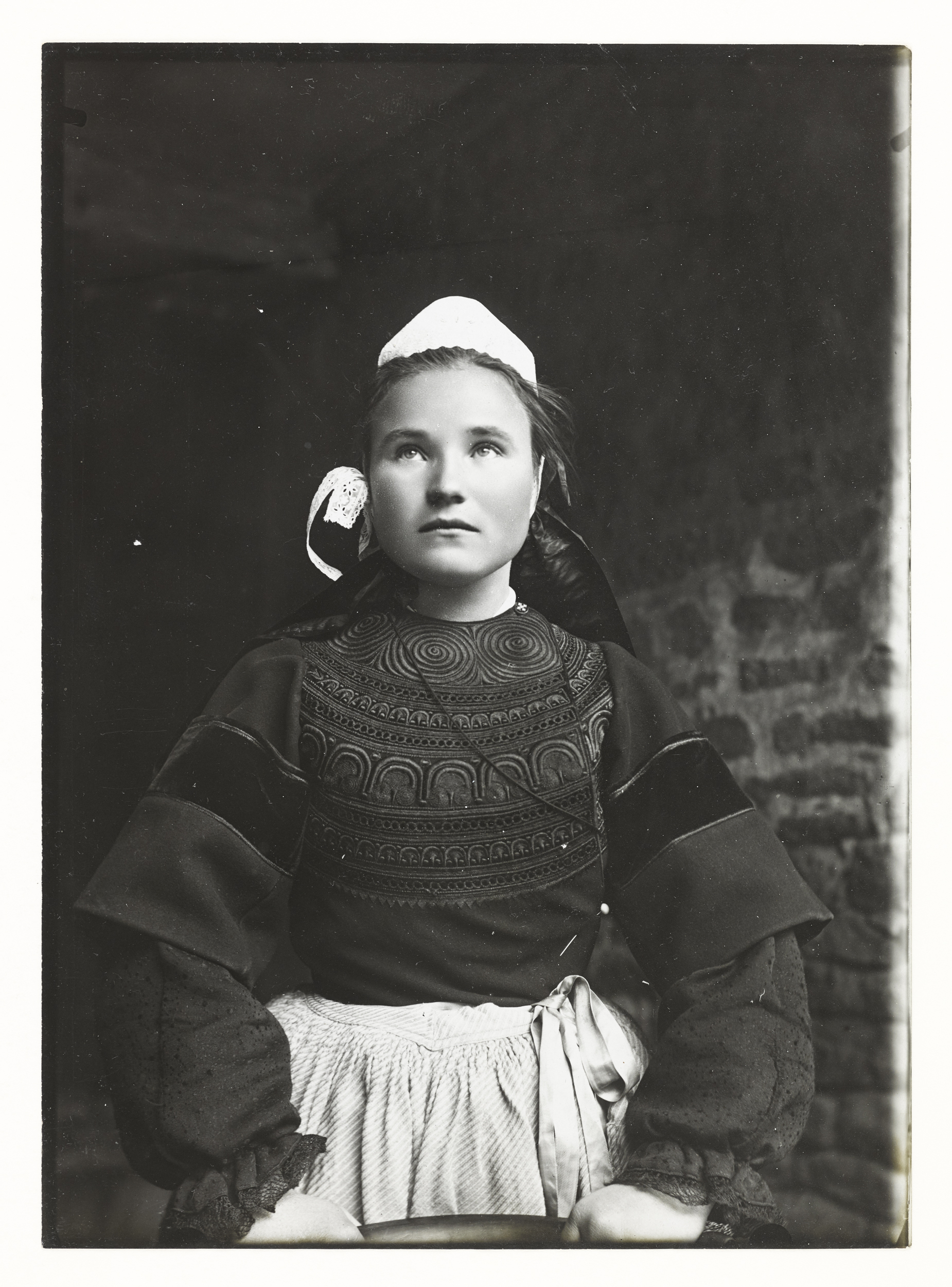
Portrait d'une jeune femme en costume bigouden vers 1900 (Musée de Bretagne, Rennes).
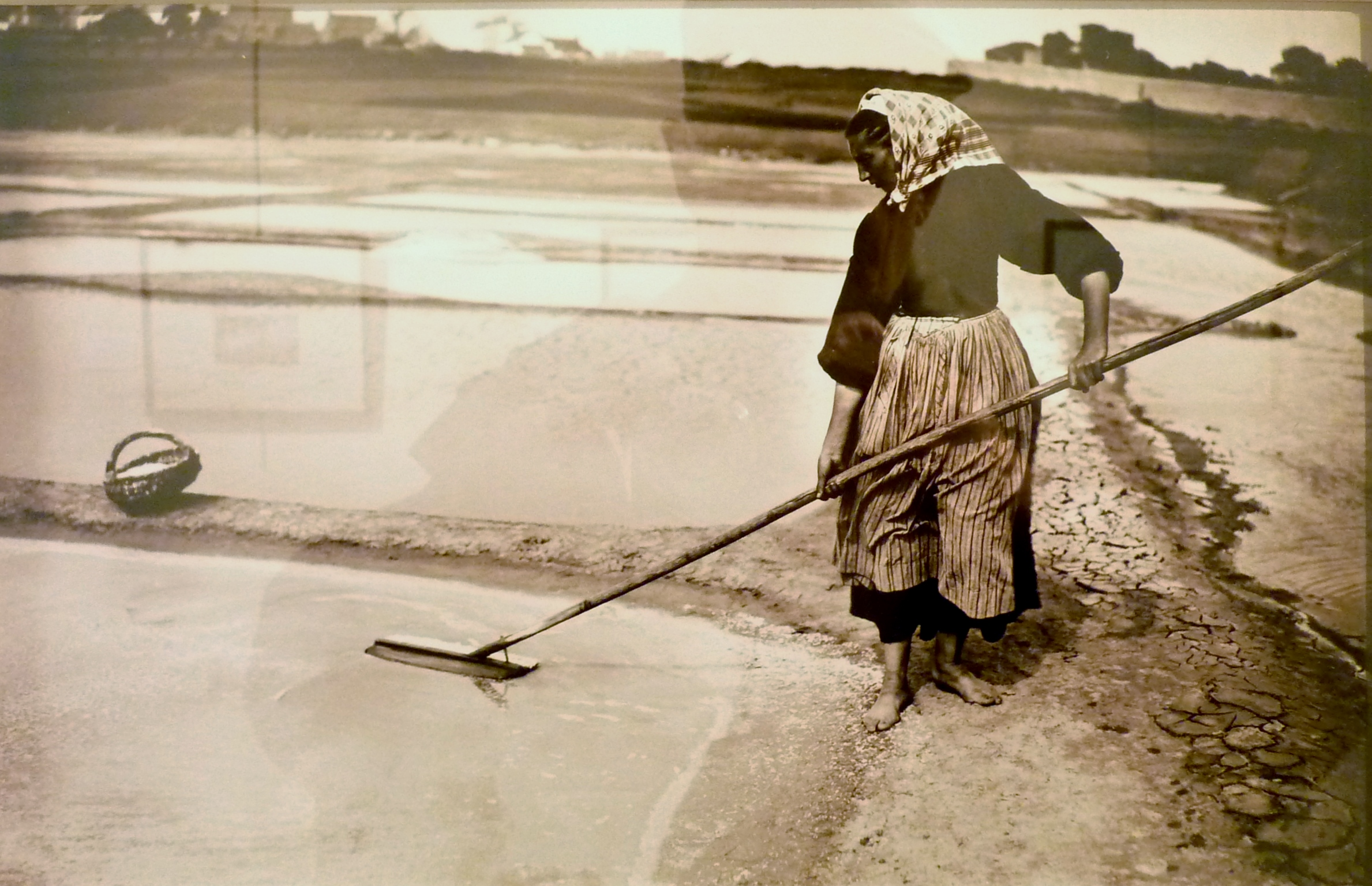
Marais salants de Billiers (Morbihan) (début XXe siècle, Musée de Bretagne, Rennes).
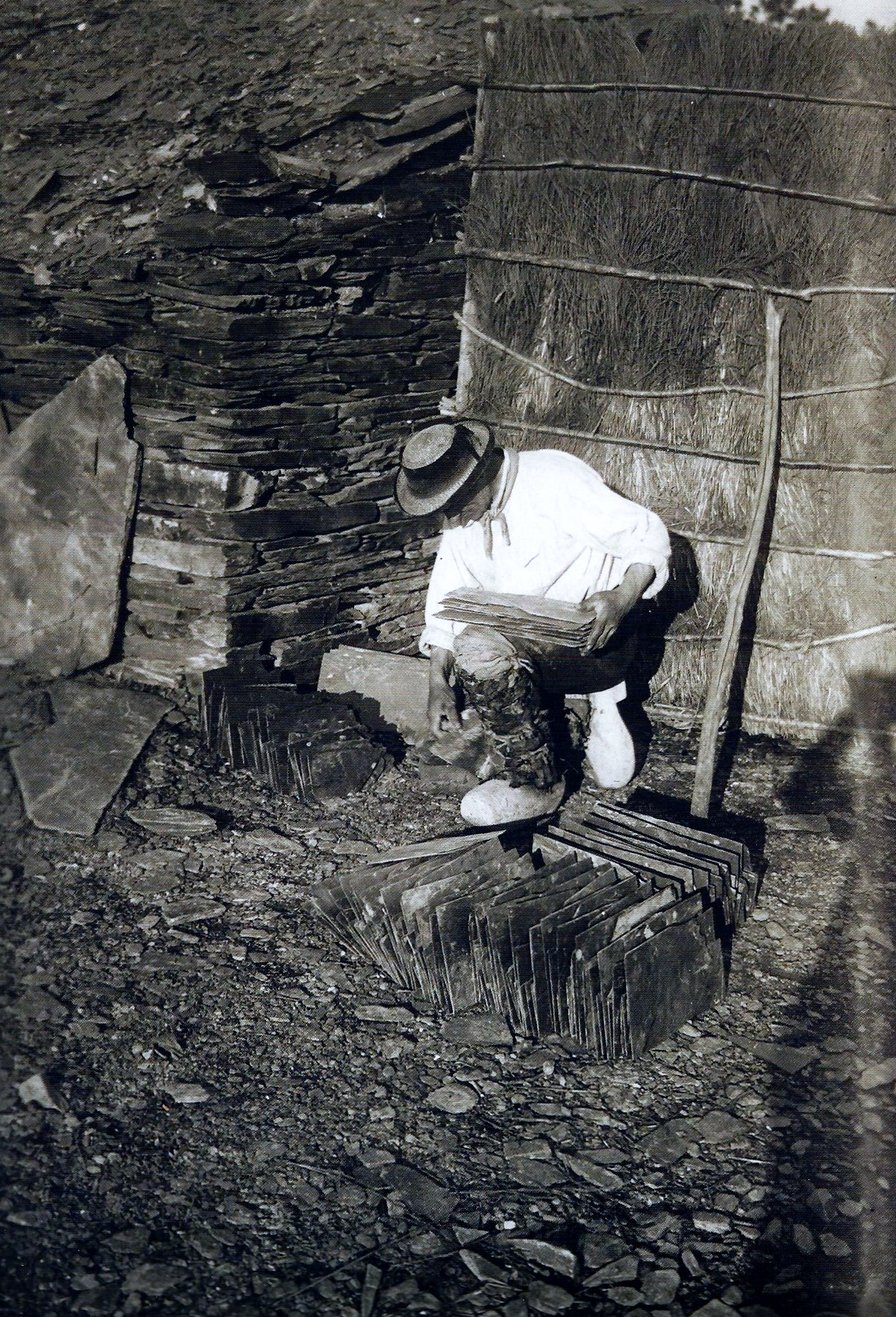
Tailleur d'ardoises à Rochefort-en-Terre vers 1895 (Musée de Bretagne, Rennes).
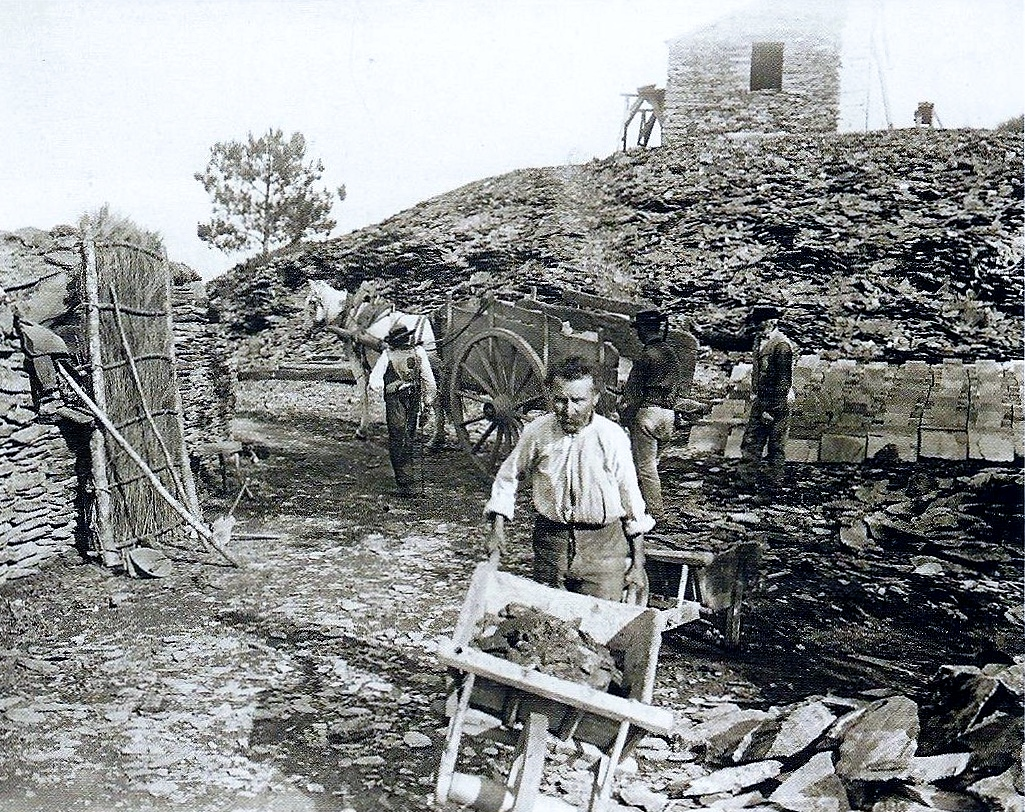
Carrière d'ardoises à Rochefort-en-Terre vers 1895 (Musée de Bretagne, Rennes).
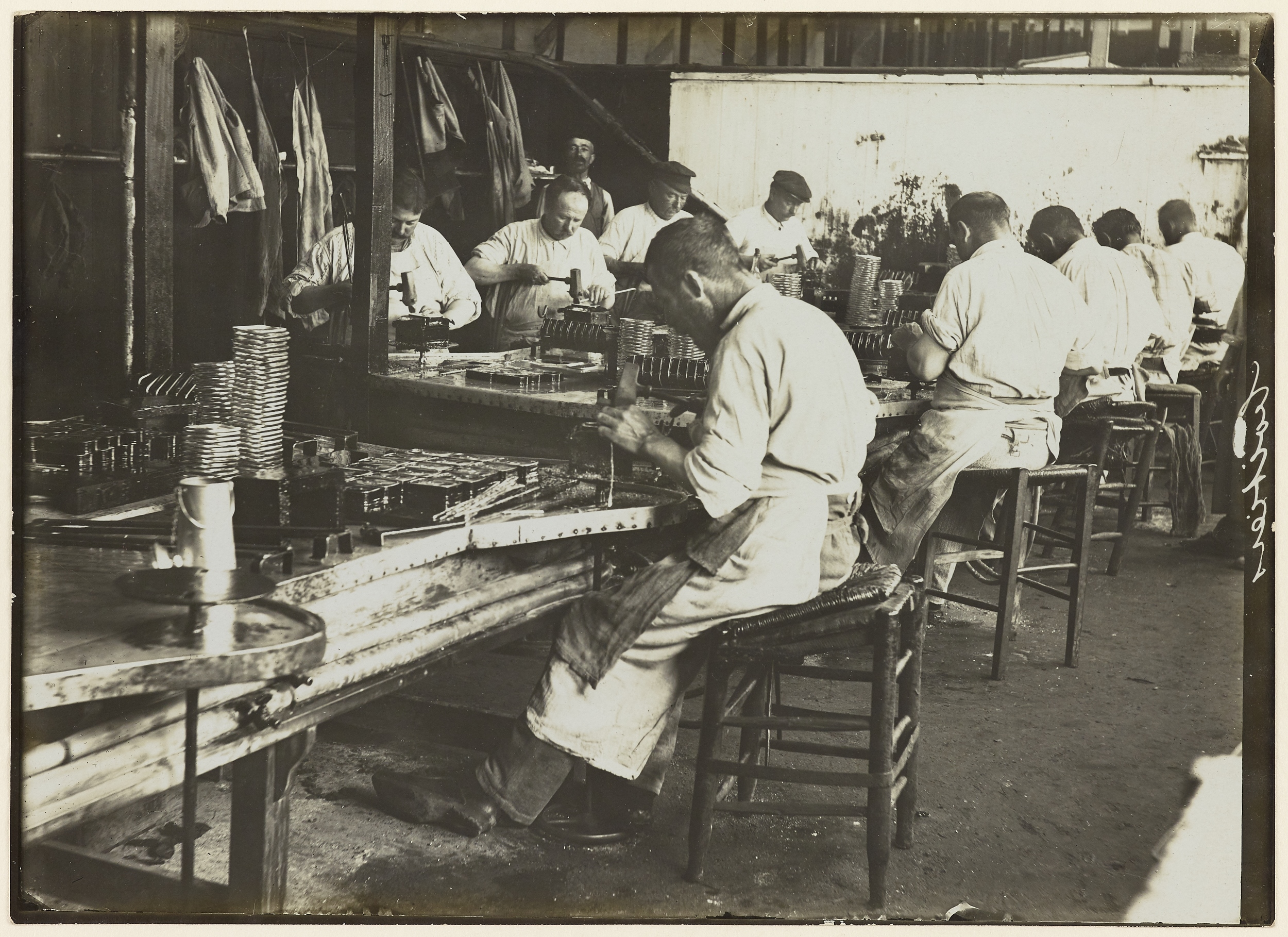
Photographie montrant des ouvriers travaillant dans une sardinerie bretonne (photographie par Paul Géniaux, conservée au Musée de Bretagne à Rennes).
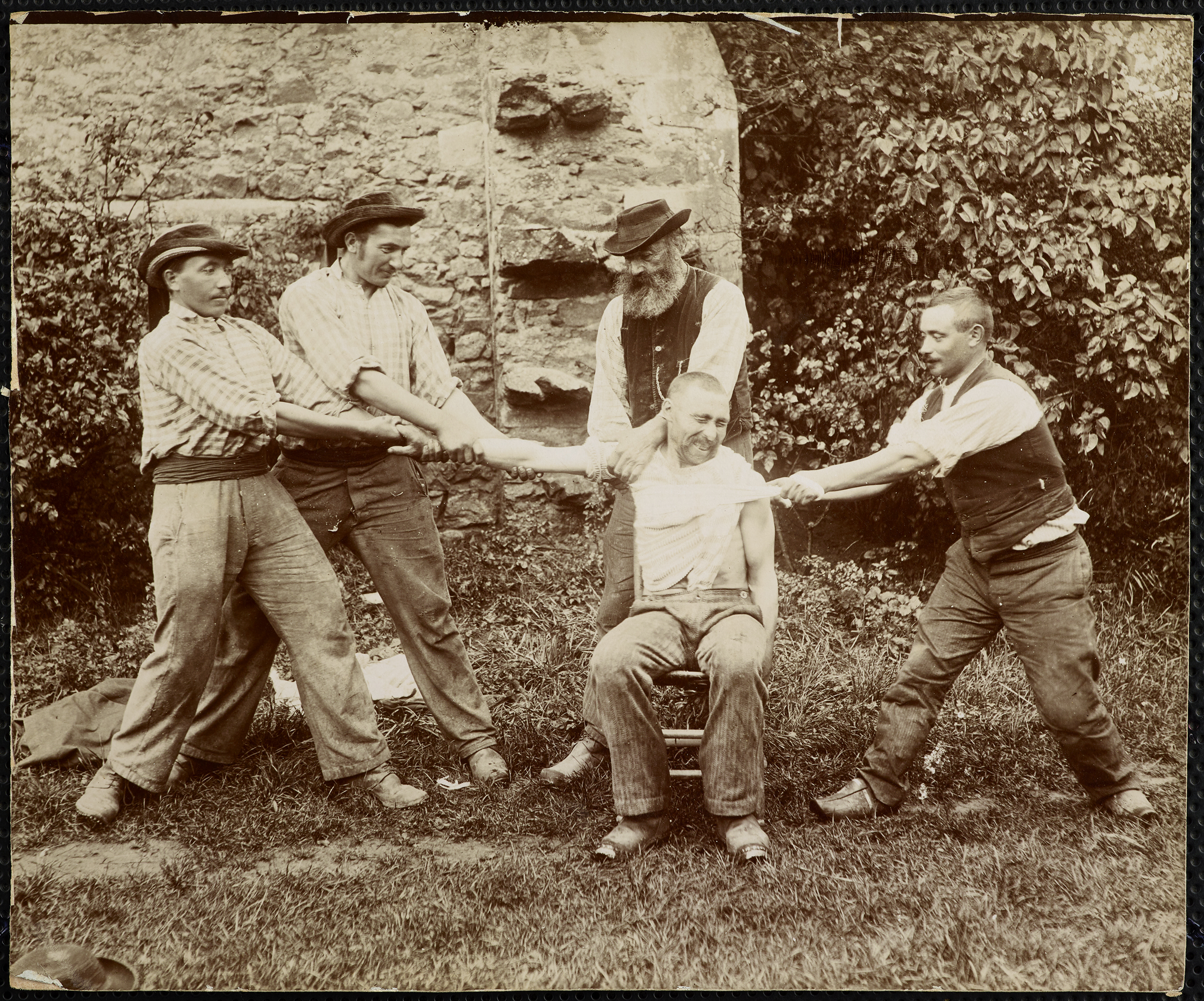
Rebouteux soignant un homme, photographie par Paul ou Charles Géniaux, début du XXe siècle (musée de Bretagne).
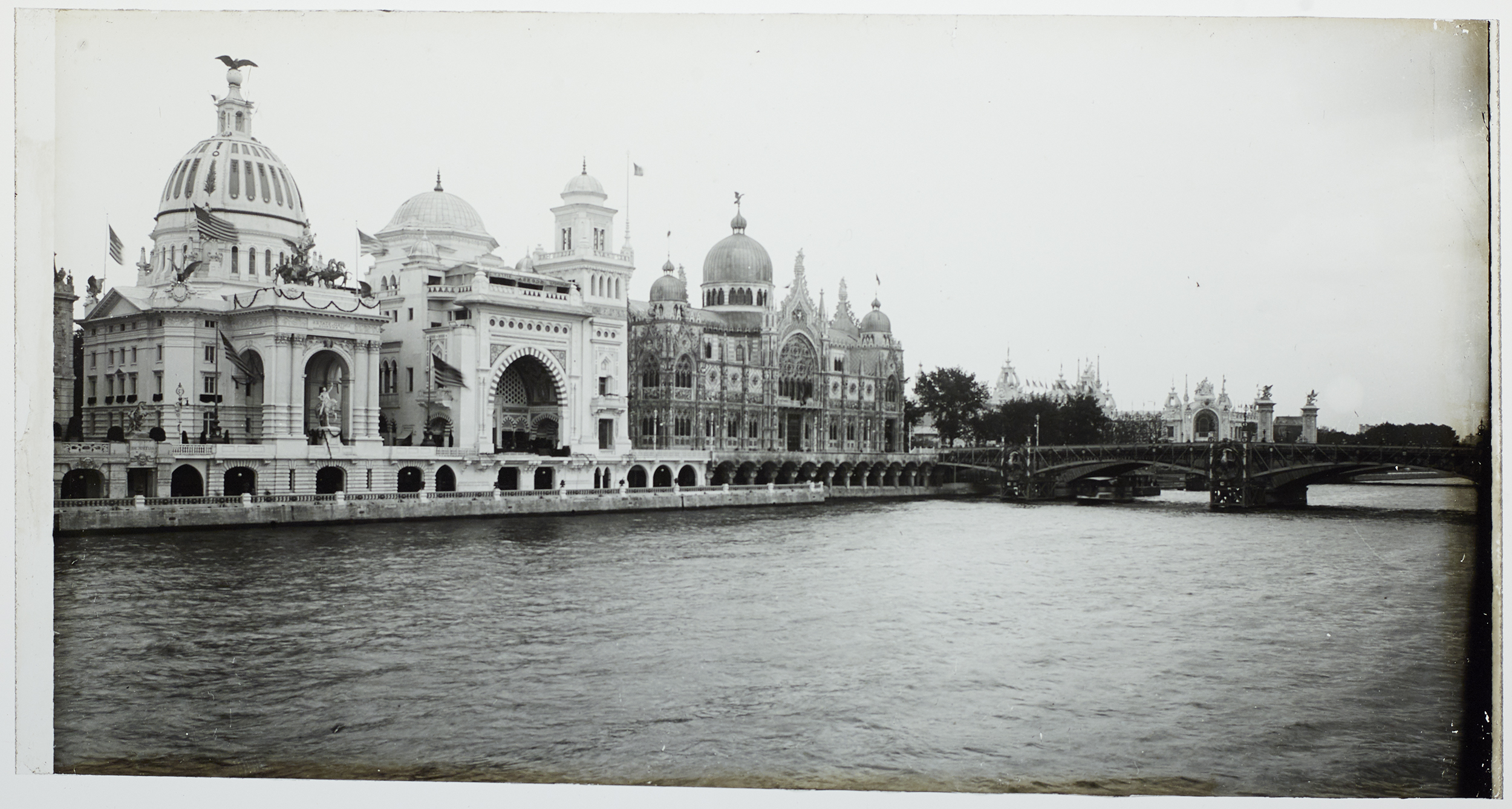
Pavillons de l'exposition universelle de 1900, photographie par Charles ou Paul Géniaux (Musée de Bretagne)